# Steve Coppell
Stephen James Coppell, detto Steve (Liverpool, 9 luglio 1955), è un ex calciatore e allenatore di calcio inglese, di ruolo centrocampista.

## Carriera

### Giocatore
Nativo di Liverpool, compì gli studi medio-inferiori alla Quarry Bank (poi divenuta Calderstones School) nel quartiere di Allerton. Una volta diplomatosi rimase nella sua area di residenza per frequentare l'Università, avendo egli intenzione di laurearsi in Economia; a fronte delle richieste di alcuni club professionistici di Prima Divisione, quindi, Coppell decise di farsi ingaggiare nel 1973 dal Tranmere Rovers, una squadra di Seconda Divisione del Merseyside.
Durante il suo periodo al Tranmere, Coppell si dedicò anche alla guida tecnica della squadra di calcio universitaria, ma nel 1975 il Manchester Utd. offrì 60.000 sterline al suo club per il suo cartellino: il tecnico del Tranmere suggerì a Coppell di dichiarare ai dirigenti del Manchester un ingaggio più alto di quello che effettivamente percepiva, ma costoro non si fecero impressionare e gli offrirono in ogni caso il doppio di quello che presumevano essere l'ingaggio di Coppell. A quel punto, il giocatore firmò per il Manchester Utd.
All'epoca lo United militava in Seconda Divisione, e proprio in quella stagione stava risalendo: dividendosi tra l'Università e la sua nuova squadra, Coppell terminò la stagione con 10 presenze e un gol. L'esordio avvenne il 1º marzo 1975 contro il Cardiff.
Nella successiva stagione, quella dell'esordio in Prima Divisione, Coppell fu presente in totale per 39 volte e, tra i suoi 10 gol, vi fu anche quello ad Anfield contro il Liverpool, la squadra per la quale egli aveva sempre tifato. La squadra, in Prima Divisione, raggiunse la finale di FA Cup 1975-1976 persa per 1-0 contro il Southampton. Nella stagione successiva la squadra ottenne invece la vittoria a Wembley, battendo il Liverpool per 2-1. Insieme a Coppell vi erano otto superstiti della finale dell'anno precedente.
Più tardi Coppell ricevette la chiamata del neotecnico Ron Greenwood per la Nazionale maggiore: l'Inghilterra era in corsa per la qualificazione al campionato del mondo 1978 in un girone che comprendeva anche l'Italia. Fu proprio contro la Nazionale azzurra che Coppell esordì, il 16 novembre 1977 a Wembley, giocando fin dal primo minuto. L'Inghilterra vinse 2-0, ma fu l'Italia a qualificarsi per la miglior differenza reti nel girone.
Coppell divenne un punto fisso della Nazionale inglese per i successivi cinque anni: la squadra conquistò la qualificazione al campionato d'Europa 1980 in Italia nel corso del quale si trovò di nuovo in un girone iniziale insieme alla squadra azzurra, e uscì al primo turno. Successivamente, giunse la qualificazione al campionato del mondo 1982 in Spagna, nel quale la squadra si fermò al secondo turno dopo aver vinto il proprio girone di qualificazione a punteggio pieno e non avere perso, in tutto il torneo, alcun incontro.
Proprio durante le fasi di qualificazione al Mondiale spagnolo Coppell incorse in un incidente che fu la causa del suo precoce abbandono dell'attività agonistica. Nella decisiva partita contro l'Ungheria, a Wembley, un'entrata al limite del regolamento di un magiaro costò a Coppell la rottura dei legamenti di un ginocchio e l'uscita di scena per circa sei mesi. Rientrò nel maggio 1982 contro la Scozia, per l'Interbritannico, e fu in grado di partecipare al campionato del mondo.
Nella stagione successiva Coppell riuscì a giocare 29 incontri di campionato e 2 in Nazionale, e non mancò alla finale di Coppa di Lega contro il Liverpool (persa 1-2), ma in vista della finale di Coppa d'Inghilterra il suo ginocchio cedette e non vi fu altra soluzione che operarsi di nuovo. Dopo l'intervento, nell'ottobre 1983, a 28 anni da poco compiuti, Coppell annunciò il suo ritiro.

### Allenatore
Una gran parte dell'attività tecnica di Steve Coppell è legata ai londinesi del Crystal Palace, squadra presso la quale questi rimase per più di 15 anni con diversi incarichi, e salvo una parentesi al Manchester City: prese la panchina del Palace, in Seconda Divisione, nel giugno 1984, a 29 anni ancora da compiere, cosa che fece di lui il più giovane allenatore professionista d'Inghilterra.
Coppell costruì la squadra con calciatori di Prima Divisione senza contratto, e con dilettanti provenienti da squadre fuori dal sistema di Lega, come Ian Wright. La squadra così assemblata centrò la promozione nel 1989 e rimase in Prima Divisione per quattro stagioni consecutive, raggiungendo anche la finale di Coppa d'Inghilterra nel 1990 perdendola solo alla ripetizione, contro il Manchester Utd. La retrocessione nel 1993 spinse Coppell alle dimissioni, e due stagioni più tardi fu richiamato con l'offerta di un posto di Direttore Tecnico, in pratica il supervisore di tutta l'attività calcistica del club, mentre a Dave Bassett fu affidata la guida tecnica della prima squadra.

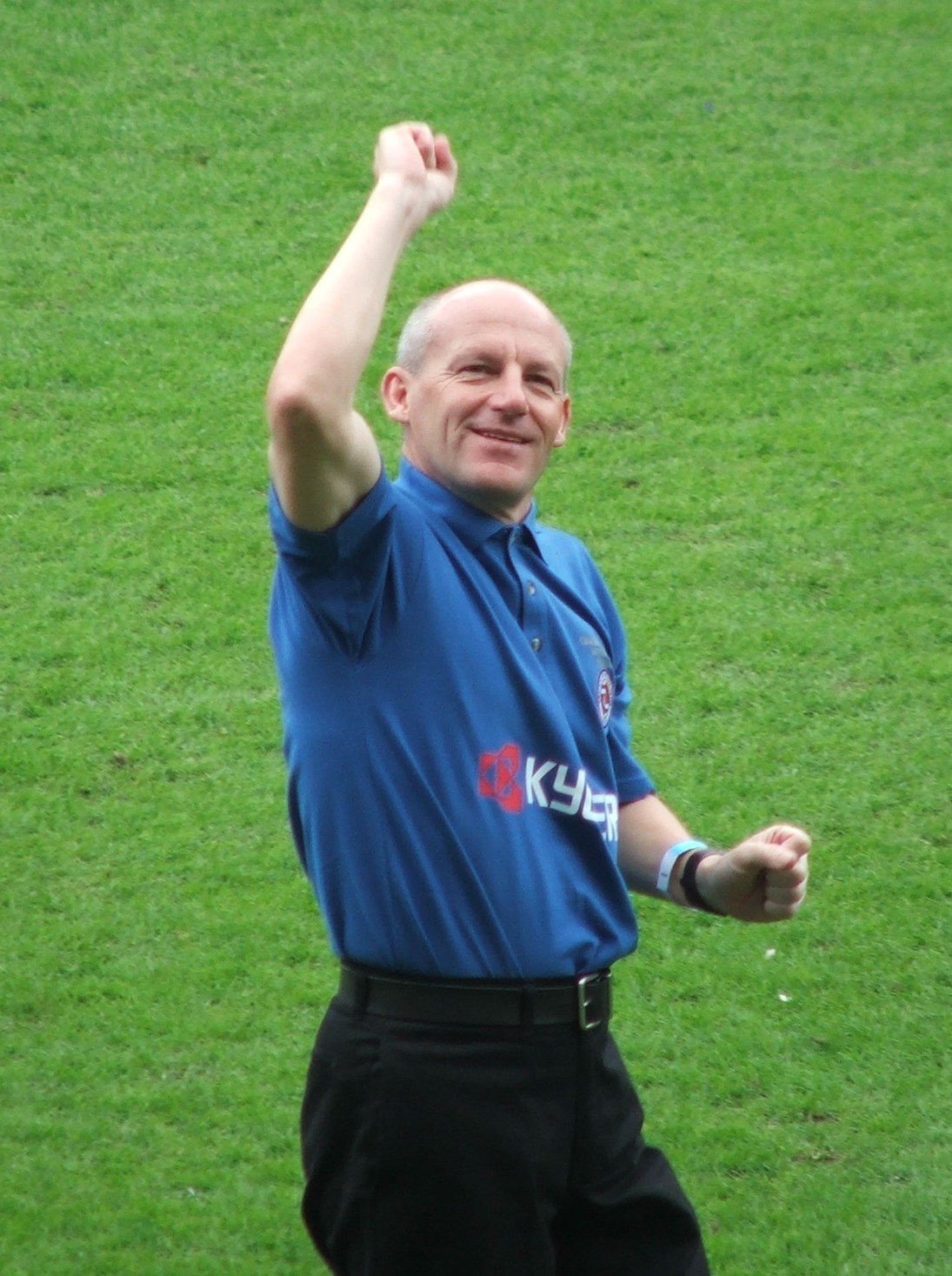
Coppell festeggia la promozione in Premiership del Reading, giugno 2006.

Nell'ottobre 1996 il Manchester City offrì a Coppell la panchina della prima squadra, che questi accettò, salvo dimettersi dopo 6 incontri e 33 giorni d'incarico: il tecnicò imputò le sue dimissioni alla pressione psicologica indotta dal suo lavoro e che gli impediva di svolgere lo stesso al meglio.
Coppell tornò al Crystal Palace come osservatore, e dopo le dimissioni di Bassett nel febbraio 1997 riassunse l'incarico di allenatore, portando la squadra ai play-off e alla promozione. Ai primi del 1998 gli fu ridato l'incarico di Direttore Tecnico e la squadra retrocesse. Tornò per l'ennesima volta in panchina quando il neo tecnico Terry Venables si dimise nel gennaio 1999. Coppell riuscì a salvare un club in piena crisi finanziaria. La nuova proprietà del club, tuttavia, non lo confermò nell'incarico e, nel 2000, terminò dopo 16 anni la relazione tra Coppell e il Palace.
Nel 2001 Coppell fu ingaggiato da Ron Noades, già proprietario del Crystal Palace, per guidare il Brentford, club di Terza Divisione, che condusse fino ai play-off promozione del 2002, poi persi in finale contro lo Stoke City. Non avendo ricevuto sufficienti garanzie economiche sul futuro del club, Coppell comunque si dimise dopo i play-off. Nel 2003 prese in corso d'opera il Brighton, che condusse fino alla fine del campionato, e dal quale si dimise a fine settembre.
Il 9 ottobre 2003 divenne allenatore del Reading, in Championship (la vecchia Seconda Divisione). Dopo la salvezza della prima stagione, nella stagione successiva mantenne il secondo posto almeno fino a natale del 2004, quando incorse in una serie di 11 incontri senza vittoria. Nella stagione 2005-2006, con un record di 33 partite senza sconfitte (e 2 complessive in tutta la stagione), il Reading conquistò la matematica promozione in Premier League già alla fine di marzo 2006, e Steve Coppell fu premiato quale miglior tecnico della Lega calcistica inglese.
Il primo anno in Premiership terminò con il Reading all'ottavo posto assoluto, un punto sotto la quota che avrebbe assicurato la presenza in Coppa UEFA, traguardo che a Coppel valse nuovamente il premio come miglior tecnico inglese. Sir Alex Ferguson, in occasione dell'incontro di Coppa d'Inghilterra Manchester Utd.-Reading del febbraio 2007, commentò così:
Nel marzo 2007, venendo meno alla sua regola di firmare solo contratti annuali, Coppell ha prolungato il suo impegno con il Reading fino al 30 giugno 2009.
Nella stagione 2007-2008 il Reading allenato da Coppell non è riuscito a evitare la retrocessione, avvenuta all'ultimo turno. La squadra si è poi classificata quarta nel successivo torneo di Championship, perdendo entrambe le partite di semifinale contro il Burnley. Coppell ha lasciato l'incarico dopo cinque anni e mezzo.
Nell'estate del 2010 viene assunto come allenatore dei Bristol City; l'11 agosto, dopo appena due partite ufficiali, abbandona la panchina del City e, stando alle sue dichiarazioni, l'intero mondo del calcio.
In realtà, dopo una breve pausa ed alcune esperienze dirigenziali, nel 2016 torna ad allenare, occupando la panchina del Kerala Blasters, formazione indiana.
Dal 2017 allenerà il Jamshedpur, squadra creata per partecipare all'Indian Super League 2017.

## Statistiche

### Statistiche da allenatore
| Stagione              | Squadra               | Campionato            | Campionato | Campionato | Campionato | Campionato | Coppe nazionali | Coppe nazionali | Coppe nazionali | Coppe nazionali | Coppe nazionali | Coppe continentali | Coppe continentali | Coppe continentali | Coppe continentali | Coppe continentali | Altre coppe | Altre coppe | Altre coppe | Altre coppe | Altre coppe | Totale | Totale | Totale | Totale | % Vittorie | Piazzamento      |
| Stagione              | Squadra               | Comp                  | G          | V          | N          | P          | Comp            | G               | V               | N               | P               | Comp               | G                  | V                  | N                  | P                  | Comp        | G           | V           | N           | P           | G      | V      | N      | P      | %          | Piazzamento      |
| --------------------- | --------------------- | --------------------- | ---------- | ---------- | ---------- | ---------- | --------------- | --------------- | --------------- | --------------- | --------------- | ------------------ | ------------------ | ------------------ | ------------------ | ------------------ | ----------- | ----------- | ----------- | ----------- | ----------- | ------ | ------ | ------ | ------ | ---------- | ---------------- |
| 1984-1985             | Crystal Palace        | SD                    | 42         | 12         | 12         | 18         | FACup+CdL       | 2+4             | 0+1             | 1+2             | 1+1             | -                  | -                  | -                  | -                  | -                  | -           | -           | -           | -           | -           | 48     | 13     | 15     | 20     | 27,08      | 15º              |
| 1985-1986             | Crystal Palace        | SD                    | 42         | 19         | 9          | 14         | FACup+CdL       | 1+4             | 0+1             | 0+1             | 1+2             | -                  | -                  | -                  | -                  | -                  | -           | -           | -           | -           | -           | 47     | 20     | 10     | 17     | 42,55      | 5º               |
| 1986-1987             | Crystal Palace        | SD                    | 42         | 19         | 5          | 18         | FACup+CdL       | 2+4             | 1+1             | 0+2             | 1+1             | -                  | -                  | -                  | -                  | -                  | -           | -           | -           | -           | -           | 48     | 21     | 7      | 20     | 43,75      | 6º               |
| 1987-1988             | Crystal Palace        | SD                    | 44         | 22         | 9          | 13         | FACup+CdL       | 1+3             | 0+2             | 0+0             | 1+1             | -                  | -                  | -                  | -                  | -                  | -           | -           | -           | -           | -           | 48     | 24     | 9      | 15     | 50,00      | 6º               |
| 1988-1989             | Crystal Palace        | SD                    | 46+4       | 23+2       | 12+0       | 11+2       | FACup+CdL       | 1+3             | 0+2             | 0+0             | 1+1             | -                  | -                  | -                  | -                  | -                  | -           | -           | -           | -           | -           | 54     | 27     | 12     | 15     | 50,00      | 3º (prom.)       |
| 1989-1990             | Crystal Palace        | FD                    | 38         | 13         | 9          | 16         | FACup+CdL       | 7+4             | 5+1             | 1+1             | 1+2             | -                  | -                  | -                  | -                  | -                  | -           | -           | -           | -           | -           | 49     | 19     | 11     | 19     | 38,78      | 15º              |
| 1990-1991             | Crystal Palace        | FD                    | 38         | 20         | 9          | 9          | FACup+CdL       | 3+5             | 0+3             | 2+1             | 1+1             | -                  | -                  | -                  | -                  | -                  | -           | -           | -           | -           | -           | 46     | 23     | 12     | 11     | 50,00      | 3º               |
| 1991-1992             | Crystal Palace        | FD                    | 42         | 14         | 15         | 13         | FACup+CdL       | 1+8             | 0+3             | 0+4             | 1+1             | -                  | -                  | -                  | -                  | -                  | -           | -           | -           | -           | -           | 51     | 17     | 19     | 15     | 33,33      | 10º              |
| 1992-1993             | Crystal Palace        | PL                    | 42         | 11         | 16         | 15         | FACup+CdL       | 1+8             | 0+4             | 0+2             | 1+2             | -                  | -                  | -                  | -                  | -                  | -           | -           | -           | -           | -           | 51     | 15     | 18     | 18     | 29,41      | 20º (retr.)      |
| 1995-feb. 1996        | Crystal Palace        | FD                    | 26         | 8          | 11         | 7          | FACup+CdL       | 2+4             | 0+1             | 1+2             | 1+1             | -                  | -                  | -                  | -                  | -                  | -           | -           | -           | -           | -           | 32     | 9      | 14     | 9      | 28,13      | Eson.            |
| ott.-nov. 1996        | Manchester City       | FD                    | 6          | 2          | 1          | 3          | FACup+CdL       | -               | -               | -               | -               | -                  | -                  | -                  | -                  | -                  | -           | -           | -           | -           | -           | 6      | 2      | 1      | 3      | 33,33      | Sub. Eson.       |
| feb.-giu. 1997        | Crystal Palace        | FD                    | 14+3       | 6+2        | 4+0        | 4+1        | FACup+CdL       | -               | -               | -               | -               | -                  | -                  | -                  | -                  | -                  | -           | -           | -           | -           | -           | 17     | 8      | 4      | 5      | 47,06      | Sub. 6º (prom.)  |
| 1997-mar. 1998        | Crystal Palace        | PL                    | 28         | 5          | 8          | 15         | FACup+CdL       | 4+2             | 2+1             | 1+0             | 1+1             | -                  | -                  | -                  | -                  | -                  | -           | -           | -           | -           | -           | 34     | 8      | 9      | 17     | 23,53      | Eson.            |
| gen.-giu. 1999        | Crystal Palace        | FD                    | 20         | 5          | 9          | 6          | FACup+CdL       | -               | -               | -               | -               | -                  | -                  | -                  | -                  | -                  | -           | -           | -           | -           | -           | 20     | 5      | 9      | 6      | 25,00      | Sub. 14º         |
| 1999-2000             | Crystal Palace        | FD                    | 46         | 13         | 15         | 18         | FACup+CdL       | 1+4             | 0+1             | 0+2             | 1+1             | -                  | -                  | -                  | -                  | -                  | -           | -           | -           | -           | -           | 51     | 14     | 17     | 20     | 27,45      | 15º              |
| Totale Crystal Palace | Totale Crystal Palace | Totale Crystal Palace | 510+7      | 190+4      | 143+0      | 177+3      |                 | 79              | 29              | 23              | 27              |                    | -                  | -                  | -                  | -                  |             | -           | -           | -           | -           | 596    | 223    | 166    | 207    | 37,42      |                  |
| 2001-2002             | Brentford             | SD                    | 46+3       | 24+1       | 11+1       | 11+1       | FACup+CdL       | 2+2             | 1+1             | 0+1             | 1+0             | -                  | -                  | -                  | -                  | -                  | FLT         | 1           | 0           | 0           | 1           | 54     | 27     | 13     | 14     | 50,00      | 3º               |
| ott. 2002-2003        | Brighton              | FD                    | 34         | 10         | 11         | 13         | FACup+CdL       | 1+0             | 0               | 0               | 1               | -                  | -                  | -                  | -                  | -                  | -           | -           | -           | -           | -           | 35     | 10     | 11     | 14     | 28,57      | Sub. 23º (retr.) |
| ago.-ott. 2003        | Brighton              | SD                    | 12         | 7          | 3          | 2          | FACup+CdL       | 0+2             | 1               | 1               | 0               | -                  | -                  | -                  | -                  | -                  | FLT         | -           | -           | -           | -           | 14     | 8      | 4      | 2      | 57,14      | Dimiss.          |
| Totale Brighton       | Totale Brighton       | Totale Brighton       | 46         | 17         | 14         | 15         |                 | 3               | 1               | 1               | 1               |                    | -                  | -                  | -                  | -                  |             | -           | -           | -           | -           | 49     | 18     | 15     | 16     | 36,73      |                  |
| ott. 2003-2004        | Reading               | FD                    | 35         | 16         | 7          | 12         | FACup+CdL       | 2+2             | 0+1             | 1+0             | 1+1             | -                  | -                  | -                  | -                  | -                  | -           | -           | -           | -           | -           | 39     | 17     | 8      | 14     | 43,59      | Sub. 9º          |
| 2004-2005             | Reading               | FLC                   | 46         | 19         | 13         | 14         | FACup+CdL       | 3+2             | 0+1             | 2+0             | 1+1             | -                  | -                  | -                  | -                  | -                  | -           | -           | -           | -           | -           | 51     | 20     | 15     | 16     | 39,22      | 7º               |
| 2005-2006             | Reading               | FLC                   | 46         | 31         | 13         | 2          | FACup+CdL       | 4+4             | 0+2             | 3+1             | 1+1             | -                  | -                  | -                  | -                  | --                 | -           | -           | -           | -           | -           | 54     | 33     | 17     | 4      | 61,11      | 1º (prom.)       |
| 2006-2007             | Reading               | PL                    | 38         | 16         | 7          | 15         | FACup+CdL       | 4+2             | 2+0             | 1+1             | 1+1             | -                  | -                  | -                  | -                  | -                  | -           | -           | -           | -           | -           | 44     | 18     | 9      | 17     | 40,91      | 8º               |
| 2007-2008             | Reading               | PL                    | 38         | 10         | 6          | 22         | FACup+CdL       | 2+2             | 0+0             | 1+1             | 1+1             | -                  | -                  | -                  | -                  | -                  | -           | -           | -           | -           | -           | 42     | 10     | 8      | 24     | 23,81      | 18º (retr.)      |
| 2008-2009             | Reading               | FLC                   | 46+2       | 21+0       | 14+0       | 11+2       | FACup+CdL       | 1+3             | 0+2             | 0+1             | 1+0             | -                  | -                  | -                  | -                  | -                  | -           | -           | -           | -           | -           | 52     | 23     | 15     | 14     | 44,23      | 4º               |
| Totale Reading        | Totale Reading        | Totale Reading        | 249+2      | 113+0      | 60+0       | 76+2       |                 | 31              | 8               | 12              | 11              |                    | -                  | -                  | -                  | -                  |             | -           | -           | -           | -           | 282    | 121    | 72     | 89     | 42,91      |                  |
| ago. 2010             | Bristol City          | FLC                   | 1          | 0          | 0          | 1          | FACup+CdL       | 0+1             | 0               | 1               | 0               | -                  | -                  | -                  | -                  | -                  | -           | -           | -           | -           | -           | 2      | 0      | 1      | 1      | &0,00      | Eson.            |
| Totale carriera       | Totale carriera       | Totale carriera       | 870        | 351        | 230        | 289        |                 | 118             | 40              | 38              | 40              |                    | -                  | -                  | -                  | -                  |             | 1           | 0           | 0           | 1           | 989    | 391    | 268    | 330    | 39,53      |                  |

## Palmarès

### Giocatore
- Campionato inglese di seconda divisione: 1

Manchester United: 1974-1975
- Coppa d'Inghilterra: 1

Manchester United: 1976-1977
- Charity Shield: 1

Manchester United: 1977

### Allenatore

#### Competizioni nazionali
- Full Members Cup: 1

Crystal Palace: 1990-1991
- Football League Championship: 1

Reading: 2005-2006